# Mines de Pimorent
Les Mines de Pimorent és una antiga explotació minera de la comuna de Portè, de la comarca de l'Alta Cerdanya, a la Catalunya del Nord.
Estan situades a la zona axial de la carena dels Pirineus, en el sector central de l'extrem occidental del terme de Portè, a la dreta del Rec de Baladrar, rec que fa de termenal entre les comunes de Porta i de Portè. Són al nord del Pic de la Mina. Queden a prop a ponent de l'Estació d'esquí de Portè - Pimorent.

## Geologia[2]
Des del punt de vista geològic, les Mines de Pimorent estan situades dins els materials cambroordovicians que formen una estreta franja entre el batòlit granodioritic de Montlluís - Andorra, al sud, i els gneis del Semidom de l'Ospitalet al nord, en el sector que actualment s'anomena Apilaments Antiformes de la Zona Axial. (Guimerà et al. 1992). Només a Pimorent i a Andorra, però, aquestes acumulacions van ser prou importants per a ser explotades. En el cas de Pimorent, s'associa a mineralitzacions relacionades amb un skarn, és a dir, una zona on es concentra una sèrie de mineralitzacions metàl·liques, sobretot de minerals de ferro i coure, situada en el contacte entre una intrusió magmàtica i roques metamòrfiques o sedimentàries, generalment de caràcter carbonatat, on els fluids silicatats hidrotermals, procedents de la intrusió, reaccionen amb l'encaixament calcari i, al mateix temps, el refredament sobtat d'aquests fluids provoca la precipitació dels elements dissolts i la formació d'aquestes mineralitzacions.
A les Mines de Pimorent, el principal mineral que s'explotava era la magnetita, un òxid de ferro el nom del qual prové del llatí magnes (imant). El seu magnetisme natural es pot apreciar quan s'apropa el mineral a les llimadures de ferro. A més de la magnetita, també s'hi va explotar un mineral molt semblant anomenat magehimita. Altres minerals que s'hi poden trobar són la siderita (en els trams carbonatats), la goethita, normalment limonititzada, l'hematites, l'actinolita, la tremolita i els granats.

## Història
Hi ha notícies de l'activitat d'aquestes mines a l'Edat Mitjana, quan eren explotades a nivell superficial, però la màxima esplendor va ser al llarg dels segles XVII i XVIII, quan es va introduir el mètode siderúrgic anomenat farga catalana, mitjançant el qual el mineral que se n'extreia (magnetita, oligist, hematites…) era tractat amb un enginyós sistema d'insuflar aire al forn a través d'una trompa, adjacent a un dipòsit o canal d'aigua, de manera que el corrent d'aigua creat es barrejava amb l'aire que entrava a través d'un espirall. Així, el corrent d'aire que entrava al forn era més potent i regular que el que es produïa amb una simple manxa, cosa que va repercutir en una millora substancial de la qualitat del ferro obtingut i, conseqüentment, els productes elaborats (eines, reixes, claus, panys…), així com les armes (dagues, mosquets, pistoles, pedrenyals…) van tenir molta demanda, tant a la península com en nombrosos països d'Amèrica i Europa. Això es va traduir en un pròsper comerç per a molts pobles del Pirineu.
A principis del segle xx va començar l'explotació moderna del jaciment. Amb l'obertura de diverses galeries, de les quals encara es conserven vestigis. Darrerament, però, l'explotació es feia a cel obert, per la qual cosa han quedat una sèrie d'escombreres esglaonades sobre el vessant nord de la muntanya. Les mines es van abandonar a principis dels anys seixanta del passat segle, després d'haver-se'n extret 1,3 tones de mineral.

## Les instal·lacions
La primera instal·lació que hom pot veure és l'estació superior d'un telefèric construït més tard que el conjunt d'edificacions existents, amb una factura més moderna. Encara s'hi poden veure les pilones de ciment on recolzava l'estructura del telefèric. L'estació inferior, situada ran de la carretera C-22 en el revolt tancat on supera el Rec del Baladrar, va ser enderrocada per a construir-hi un aparcament.
El poblat miner constava de dos edificis, ara abandonats i parcialment en ruïnes, adaptats al rigorós clima hivernal, connectats entre ells per una galeria tancada que permetia passar d'un edifici a l'altre sense haver de sortir a l'exterior. A l'interior d'aquesta galeria hi havia l'entrada d'una mina amb l'accés derruït.

## Excursionisme
Tot i l'abandonament del lloc des de fa una cinquantena d'anys, l'interès del lloc, en el vessant nord del Pic de la Mina, fa que les Mines de Pimorent continuïn essent visitades per nombroses persones, principalment per practicants de l'excursionisme a peu o amb raquetes de neu.